# Kína a 2006. évi téli olimpiai játékokon
Kína az olaszországi Torinóban megrendezett 2006. évi téli olimpiai játékok egyik részt vevő nemzete volt. Az országot az olimpián 9 sportágban 76 sportoló képviselte, akik összesen 11 érmet szereztek.

## Érmesek
| Érem  | Versenyző                                       | Sportág                    | Versenyszám  |
| ----- | ----------------------------------------------- | -------------------------- | ------------ |
| Arany | Vang Meng (Wang Meng)                           | Rövidpályás gyorskorcsolya | Női 500 m    |
| Arany | Han Hsziao-peng (Han Xiaopeng)                  | Síakrobatika               | Férfi ugrás  |
| Ezüst | Vang Man-li (Wang Manli)                        | Gyorskorcsolya             | Női 500 m    |
| Ezüst | Csang Tan (Zhang Dan) Csang Hao (Zhang Hao)     | Műkorcsolya                | Páros        |
| Ezüst | Vang Meng (Wang Meng)                           | Rövidpályás gyorskorcsolya | Női 1000 m   |
| Ezüst | Li Ni-na (Li Nina)                              | Síakrobatika               | Női ugrás    |
| Bronz | Zsen Huj (Ren Hui)                              | Gyorskorcsolya             | Női 500 m    |
| Bronz | Sen Hszüe (Shen Xue) Csao Hung-po (Zhao Hongbo) | Műkorcsolya                | Páros        |
| Bronz | Li Csia-csün (Li Jiajun)                        | Rövidpályás gyorskorcsolya | Férfi 1500 m |
| Bronz | Jang Jang (A) (Yang Yang (A))                   | Rövidpályás gyorskorcsolya | Női 1000 m   |
| Bronz | Vang Meng (Wang Meng)                           | Rövidpályás gyorskorcsolya | Női 1500 m   |

## Alpesisí
Férfi
| Versenyző                  | Versenyszám      | 1. futam | 1. futam | 2. futam      | 2. futam      | Összesítés | Összesítés |
| Versenyző                  | Versenyszám      | Idő      | Hely.    | Idő           | Hely.         | Idő        | Helyezés   |
| -------------------------- | ---------------- | -------- | -------- | ------------- | ------------- | ---------- | ---------- |
| Li Kuang-hszü (Li Guangxu) | Műlesiklás       | 1:08,84  | 57.      | nem ért célba | nem ért célba | kiesett    | kiesett    |
| Li Kuang-hszü (Li Guangxu) | Óriás-műlesiklás | 1:32,63  | 42.      | 1:35,44       | 40.           | 3:08,07    | 40.        |

Női
| Versenyző                   | Versenyszám      | 1. futam | 1. futam | 2. futam | 2. futam | Összesítés | Összesítés |
| Versenyző                   | Versenyszám      | Idő      | Hely.    | Idő      | Hely.    | Idő        | Helyezés   |
| --------------------------- | ---------------- | -------- | -------- | -------- | -------- | ---------- | ---------- |
| Tung Csin-cse (Dong Jinzhi) | Műlesiklás       | 55,40    | 53.      | 58,66    | 50.      | 1:54,06    | 50.        |
| Tung Csin-cse (Dong Jinzhi) | Óriás-műlesiklás | 1:11,61  | 49.      | 1:24,11  | 41.      | 2:35,72    | 38.        |

## Biatlon
Férfi
| Versenyző                      | Versenyszám           | Lövőhiba    | Időeredmény | Helyezés |
| ------------------------------ | --------------------- | ----------- | ----------- | -------- |
| Csang Cseng-je (Zhang Chengye) | 10 km sprint          | 3 (0+3)     | 27:50,9     | 17.      |
| Csang Cseng-je (Zhang Chengye) | 12,5 km üldözőverseny | 7 (0+1+2+4) | 39:04,7     | 34.      |
| Csang Cseng-je (Zhang Chengye) | 20 km egyéni          | 7 (1+4+1+1) | 1:00:49,1   | 50.      |

Női
| Versenyző                                                                                                 | Versenyszám         | Lövőhiba     | Időeredmény | Helyezés   |
| --- | ------------------- | ------------ | ----------- | ---------- |
| Hou Jü-hszia (Hou Yuxia)                                                                                  | 7,5 km sprint       | 5 (0+5)      | 25:25,8     | 54.        |
| Hou Jü-hszia (Hou Yuxia)                                                                                  | 10 km üldözőverseny | nem indult   | nem indult  | nem indult |
| Hou Jü-hszia (Hou Yuxia)                                                                                  | 12,5 km tömegrajtos | 10 (3+1+2+4) | 45:40,1     | 28.        |
| Hou Jü-hszia (Hou Yuxia)                                                                                  | 15 km egyéni        | 9 (1+2+2+4)  | 58:35,7     | 58.        |
| Kung Jing-csao (Kong Yingchao)                                                                            | 7,5 km sprint       | 1 (0+1)      | 24:07,0     | 24.        |
| Kung Jing-csao (Kong Yingchao)                                                                            | 10 km üldözőverseny | 3 (0+0+2+1)  | 40:41,9     | 17.        |
| Kung Jing-csao (Kong Yingchao)                                                                            | 12,5 km tömegrajtos | 3 (2+1+0+0)  | 44:45,0     | 23.        |
| Kung Jing-csao (Kong Yingchao)                                                                            | 15 km egyéni        | 3 (0+1+1+1)  | 54:03,5     | 25.        |
| Liu Hszien-jing (Liu Xianying)                                                                            | 7,5 km sprint       | 1 (1+0)      | 23:17,5     | 11.        |
| Liu Hszien-jing (Liu Xianying)                                                                            | 10 km üldözőverseny | 3 (0+2+1+0)  | 39:25,3     | 9.         |
| Liu Hszien-jing (Liu Xianying)                                                                            | 12,5 km tömegrajtos | 2 (0+0+1+1)  | 41:57,2     | 7.         |
| Liu Hszien-jing (Liu Xianying)                                                                            | 15 km egyéni        | 5 (1+3+0+1)  | 53:55,6     | 23.        |
| Szun Zsi-po (Sun Ribo)                                                                                    | 7,5 km sprint       | 2 (1+1)      | 23:57,6     | 21.        |
| Szun Zsi-po (Sun Ribo)                                                                                    | 10 km üldözőverseny | 7 (0+0+3+4)  | 41:28,8     | 22.        |
| Szun Zsi-po (Sun Ribo)                                                                                    | 12,5 km tömegrajtos | 7 (2+2+3+0)  | 44:29,3     | 22.        |
| Jin Csiao (Yin Qiao)                                                                                      | 15 km egyéni        | 4 (2+1+0+1)  | 55:06,2     | 31.        |
| Kung Jing-csao (Kong Yingchao) Szun Zsi-po (Sun Ribo) Liu Hszien-jing (Liu Xianying) Jin Csiao (Yin Qiao) | 4 × 6 km váltó      | 2+13         | 1:21:43,7   | 9.         |

## Gyorskorcsolya
Férfi
| Versenyző                       | Versenyszám | 1. futam | 1. futam | 2. futam | 2. futam | Eredmény | Helyezés |
| Versenyző                       | Versenyszám | Idő      | Hely.    | Idő      | Hely.    | Eredmény | Helyezés |
| ------------------------------- | ----------- | -------- | -------- | -------- | -------- | -------- | -------- |
| An Vej-csiang (An Weijiang)     | 500 m       | 35,89    | 21.      | 35,67    | 15.*     | 71,56    | 19.      |
| An Vej-csiang (An Weijiang)     | 1000 m      |          |          |          |          | 1:11,80  | 33.      |
| Kao Hszüe-feng (Gao Xuefeng)    | 1500 m      |          |          |          |          | 1:49,91  | 30.      |
| Kao Hszüe-feng (Gao Xuefeng)    | 5000 m      |          |          |          |          | 6:44,78  | 25.      |
| Li Csang-jü (Li Changyu)        | 1500 m      |          |          |          |          | 1:53,32  | 40.      |
| Li Jü (Li Yu)                   | 500 m       | 36,57    | 34.      | 36,56    | 34.      | 73,13    | 33.      |
| Lu Cso (Lu Zhuo)                | 500 m       | 36,39    | 30.      | 35,96    | 27.      | 72,35    | 28.      |
| Lu Cso (Lu Zhuo)                | 1000 m      |          |          |          |          | 1:12,69  | 38.      |
| Jü Feng-tung (Yu Fengtong)      | 500 m       | 35,39    | 6.       | 35,29    | 6.*      | 70,68    | 5.       |
| Jü Feng-tung (Yu Fengtong)      | 1000 m      |          |          |          |          | 1:11,90  | 34.      |
| Csang Csung-csi (Zhang Zhongqi) | 1000 m      |          |          |          |          | 1:12,29  | 35.      |

Női
| Versenyző                        | Versenyszám | 1. futam | 1. futam | 2. futam | 2. futam | Eredmény       | Helyezés       |
| Versenyző                        | Versenyszám | Idő      | Hely.    | Idő      | Hely.    | Eredmény       | Helyezés       |
| -------------------------------- | ----------- | -------- | -------- | -------- | -------- | -------------- | -------------- |
| Csi Csia (Ji Jia)                | 1500 m      |          |          |          |          | 2:01,85        | 22.*           |
| Csi Csia (Ji Jia)                | 3000 m      |          |          |          |          | 4:21,06        | 25.            |
| Zsen Huj (Ren Hui)               | 500 m       | 38,60    | 4.       | 38,27    | 1.       | 76,87          |                |
| Zsen Huj (Ren Hui)               | 1000 m      |          |          |          |          | nem ért célba~ | nem ért célba~ |
| Vang Pej-hszing (Wang Beixing)   | 500 m       | 38,71    | 8.       | 38,56    | 7.       | 77,27          | 7.             |
| Vang Pej-hszing (Wang Beixing)   | 1000 m      |          |          |          |          | 1:19,03        | 29.            |
| Vang Fej (Wang Fei)              | 1500 m      |          |          |          |          | 2:00,13        | 12.            |
| Vang Fej (Wang Fei)              | 3000 m      |          |          |          |          | 4:10,55        | 12.            |
| Vang Fej (Wang Fei)              | 5000 m      |          |          |          |          | 7:22,90        | 15.            |
| Vang Man-li (Wang Manli)         | 500 m       | 38,31    | 2.       | 38,47    | 5.       | 76,78          |                |
| Vang Man-li (Wang Manli)         | 1000 m      |          |          |          |          | 1:17,90        | 20.            |
| Hszing Aj-hua (Xing Aihua)       | 500 m       | 39,20    | 13.      | 39,15    | 13.      | 78,35          | 13.            |
| Csang Suang (Zhang Shuang)       | 1000 m      |          |          |          |          | 1:19,91        | 31.            |
| Csang Hsziao-lej (Zhang Xiaolei) | 1500 m      |          |          |          |          | 2:05,75        | 34.            |

~ - a futam során elesett

* - egy másik versenyzővel azonos eredményt ért el
Csapatverseny
| Versenyző                                                              | Versenyszám | Negyeddöntő                                                                                         | Negyeddöntő | Elődöntő     | Elődöntő  | Döntő | Döntő                                                                                 | Döntő     | Helyezés |
| Versenyző                                                              | Versenyszám | Ellenfél Idő                                                                                        | Saját idő   | Ellenfél Idő | Saját idő | Típus | Ellenfél Idő                                                                          | Saját idő | Helyezés |
| ---------------------------------------------------------------------- | ----------- | --------------------------------------------------------------------------------------------------- | ----------- | ------------ | --------- | ----- | ------------------------------------------------------------------------------------- | --------- | -------- |
| Csi Csia (Ji Jia) Vang Fej (Wang Fei) Csang Hsziao-lej (Zhang Xiaolei) | Női         | Oroszország (RUS) · (1.) · Jekatyerina Abramova · Galina Lihacsova · Jekatyerina Lobiseva · 3:05,93 | 3:08,29     |              |           | D     | Norvégia (NOR) · (2.) · Annette Bjelkevik · Hedvig Bjelkevik · Maren Haugli · 3:06,20 | 3:06,91   | 8.       |

## Műkorcsolya
| Versenyző                                       | Versenyszám  | Rövid program | Rövid program | Kűr    | Kűr   | Összesítés | Összesítés |
| Versenyző                                       | Versenyszám  | Pont          | Hely.         | Pont   | Hely. | Pont       | Helyezés   |
| ----------------------------------------------- | ------------ | ------------- | ------------- | ------ | ----- | ---------- | ---------- |
| Li Cseng-csiang (Li Chengjiang)                 | Férfi egyéni | 60,23         | 21.           | 121,98 | 13.   | 182,21     | 16.        |
| Csang Min (Zhang Min)                           | Férfi egyéni | 67,39         | 11.           | 128,88 | 11.   | 196,27     | 10.        |
| Liu Jen (Liu Yan)                               | Női egyéni   | 49,84         | 15.           | 95,46  | 11.   | 145,30     | 11.        |
| Pang Csing (Pang Qing) Tung Csien (Tong Jian)   | Páros        | 63,19         | 4.            | 123,48 | 4.    | 186,67     | 4.         |
| Sen Hszüe (Shen Xue) Csao Hung-po (Zhao Hongbo) | Páros        | 62,32         | 5.            | 124,59 | 3.    | 186,91     |            |
| Csang Tan (Zhang Dan) Csang Hao (Zhang Hao)     | Páros        | 64,72         | 2.            | 125,01 | 2.    | 189,73     |            |

## Rövidpályás gyorskorcsolya
Férfi
| Versenyző                                                                             | Versenyszám  | Előfutam | Előfutam | Negyeddöntő | Negyeddöntő | Elődöntő | Elődöntő | B döntő        | B döntő | Döntő    | Döntő    | Helyezés |
| Versenyző                                                                             | Versenyszám  | Idő      | Hely.    | Idő         | Hely.       | Idő      | Hely.    | Idő            | Hely.   | Idő      | Hely.    | Helyezés |
| ------------------------------------------------------------------------------------- | ------------ | -------- | -------- | ----------- | ----------- | -------- | -------- | -------------- | ------- | -------- | -------- | -------- |
| Li Hao-nan (Li Haonan)                                                                | 500 m        | 42,703   | 2.       | kizárták    | kizárták    | kiesett  | kiesett  | kiesett        | kiesett | kiesett  | kiesett  | kiesett  |
| Li Csia-csün (Li Jiajun)                                                              | 500 m        | 42,914   | 1.       | 43,105      | 1.          | kizárták | kizárták | kiesett        | kiesett | kiesett  | kiesett  | kiesett  |
| Li Csia-csün (Li Jiajun)                                                              | 1000 m       | 1:27,765 | 1.       | 1:28,179    | 1.          | 1:29,183 | 3.       | verseny nélkül | 1.      |          |          | 6.       |
| Li Csia-csün (Li Jiajun)                                                              | 1500 m       | 2:19,631 | 2.       |             |             | 2:17,836 | 2.       |                |         | 2:26,005 | 3.       |          |
| Li Je (Li Ye)                                                                         | 1000 m       | 1:27,048 | 1.       | 1:27,078    | 2.          | 1:47,965 | 3.       |                |         | 1:29,918 | 5.       | 5.       |
| Li Je (Li Ye)                                                                         | 1500 m       | 2:27,622 | 1.       |             |             | 2:19,386 | 1.       |                |         | kizárták | kizárták | kiesett  |
| Li Hao-nan (Li Haonan) Li Csia-csün (Li Jiajun) Li Je (Li Ye) Szuj Pao-ku (Sui Baoku) | 5000 m váltó |          |          |             |             | 6:55,476 | 2.       |                |         | 6:53,989 | 5.       | 5.       |

Női
| Versenyző                                                                                                   | Versenyszám  | Előfutam | Előfutam | Negyeddöntő | Negyeddöntő | Elődöntő | Elődöntő | B döntő  | B döntő | Döntő    | Döntő    | Helyezés |
| Versenyző                                                                                                   | Versenyszám  | Idő      | Hely.    | Idő         | Hely.       | Idő      | Hely.    | Idő      | Hely.   | Idő      | Hely.    | Helyezés |
| --- | ------------ | -------- | -------- | ----------- | ----------- | -------- | -------- | -------- | ------- | -------- | -------- | -------- |
| Cseng Hsziao-lej (Cheng Xiaolei)                                                                            | 1500 m       | 2:50,017 | 5.       |             |             | kiesett  | kiesett  | kiesett  | kiesett | kiesett  | kiesett  | 27.      |
| Fu Tien-jü (Fu Tianyu)                                                                                      | 500 m        | 45,636   | 1.       | 44,760      | 1.          | 45,130   | 1.       |          |         | kizárták | kizárták | kiesett  |
| Vang Meng (Wang Meng)                                                                                       | 500 m        | 45,011   | 1.       | 45,257      | 1.          | 44,650   | 1.       |          |         | 44,345   | 1.       |          |
| Vang Meng (Wang Meng)                                                                                       | 1000 m       | 1:37,161 | 1.       | 1:33,453    | 2.          | 1:31,783 | 1.       |          |         | 1:33,079 | 2.       |          |
| Vang Meng (Wang Meng)                                                                                       | 1500 m       | 2:41,384 | 1.       |             |             | 2:27,095 | 2.       |          |         | 2:24,469 | 3.       |          |
| Jang Jang (A) (Yang Yang (A))                                                                               | 1000 m       | 1:34,878 | 1.       | 1:59,338    | 4.          | 1:33,080 | 2.       |          |         | 1:33,937 | 3.       |          |
| Jang Jang (A) (Yang Yang (A))                                                                               | 1500 m       | 2:37,754 | 1.       |             |             | 2:23,048 | 3.       | 2:32,097 | 6.      |          |          | 11.      |
| Cseng Hsziao-lej (Cheng Xiaolei) Fu Tien-jü (Fu Tianyu) Vang Meng (Wang Meng) Jang Jang (A) (Yang Yang (A)) | 3000 m váltó |          |          |             |             | 4:16,739 | 1.       |          |         | kizárták | kizárták | kiesett  |

## Síakrobatika
Ugrás
| Versenyző                       | Versenyszám | Selejtező | Selejtező | Döntő   | Döntő    |
| Versenyző                       | Versenyszám | Pont      | Helyezés  | Pont    | Helyezés |
| ------------------------------- | ----------- | --------- | --------- | ------- | -------- |
| Han Hsziao-peng (Han Xiaopeng)  | Férfi       | 250,45    | 1.        | 250,77  |          |
| Liu Csung-csing (Liu Zhongqing) | Férfi       | 201,26    | 18.       | kiesett | kiesett  |
| Ou Hsziao-tao (Ou Xiaotao)      | Férfi       | 180,31    | 23.       | kiesett | kiesett  |
| Csiu Szen (Qiu Sen)             | Férfi       | 236,50    | 6.        | 186,56  | 11.      |
| Kuo Hszin-hszin (Guo Xinxin)    | Női         | 204,87    | 2.        | 174,85  | 6.       |
| Li Ni-na (Li Nina)              | Női         | 188,93    | 3.        | 197,39  |          |
| Vang Ho (Wang He)               | Női         | 160,22    | 12.       | 132,53  | 11.      |
| Hszü Nan-nan (Xu Nannan)        | Női         | 172,01    | 7.        | 191,23  | 4.       |

## Sífutás
Férfi
| Versenyző                                                                                            | Versenyszám     | Selejtező | Selejtező | Negyeddöntő | Negyeddöntő | Elődöntő | Elődöntő | B döntő | B döntő | Döntő         | Döntő         |
| Versenyző                                                                                            | Versenyszám     | Idő       | Hely.     | Idő         | Hely.       | Idő      | Hely.    | Idő     | Hely.   | Idő           | Helyezés      |
| --- | --------------- | --------- | --------- | ----------- | ----------- | -------- | -------- | ------- | ------- | ------------- | ------------- |
| Csen Haj-pin (Chen Haibin)                                                                           | Sprint          | 2:32,01   | 70.       | kiesett     | kiesett     | kiesett  | kiesett  | kiesett | kiesett | kiesett       | 70.           |
| Han Ta-vej (Han Dawei)                                                                               | 30 km           |           |           |             |             |          |          |         |         | nem ért célba | nem ért célba |
| Li Ko-liang (Li Geliang)                                                                             | 15 km           |           |           |             |             |          |          |         |         | 43:14,7       | 62.           |
| Li Ko-liang (Li Geliang)                                                                             | 50 km           |           |           |             |             |          |          |         |         | 2:10:36,9     | 48.           |
| Li Cse-kuang (Li Zhiguang)                                                                           | 30 km           |           |           |             |             |          |          |         |         | nem ért célba | nem ért célba |
| Zsen Lung (Ren Long)                                                                                 | 30 km           |           |           |             |             |          |          |         |         | 1:26:26,4     | 62.           |
| Zsen Lung (Ren Long)                                                                                 | 50 km           |           |           |             |             |          |          |         |         | 2:16:15,0     | 63.           |
| Tien Je (Tian Ye)                                                                                    | Sprint          | 2:25,85   | 53.       | kiesett     | kiesett     | kiesett  | kiesett  | kiesett | kiesett | kiesett       | 53.           |
| Tien Je (Tian Ye)                                                                                    | 15 km           |           |           |             |             |          |          |         |         | 43:32,2       | 64.           |
| Vang Szung-tao (Wang Songtao)                                                                        | 15 km           |           |           |             |             |          |          |         |         | 44:12,2       | 69.           |
| Csang Cseng-je (Zhang Chengye)                                                                       | Sprint          | 2:24,18   | 48.       | kiesett     | kiesett     | kiesett  | kiesett  | kiesett | kiesett | kiesett       | 48.           |
| Hszia Van (Xia Wan)                                                                                  | 15 km           |           |           |             |             |          |          |         |         | 41:48,0       | 49.           |
| Hszia Van (Xia Wan)                                                                                  | 30 km           |           |           |             |             |          |          |         |         | 1:22:31,7     | 50.           |
| Hszia Van (Xia Wan)                                                                                  | 50 km           |           |           |             |             |          |          |         |         | nem ért célba | nem ért célba |
| Csang Csing (Zhang Qing)                                                                             | Sprint          | 2:27,90   | 58.       | kiesett     | kiesett     | kiesett  | kiesett  | kiesett | kiesett | kiesett       | 58.           |
| Csang Csing (Zhang Qing)                                                                             | 50 km           |           |           |             |             |          |          |         |         | 2:12:13,0     | 53.           |
| Li Ko-liang (Li Geliang) Tien Je (Tian Ye)                                                           | Csapatsprint    | 18:57,4   | 10.       |             |             |          |          |         |         | kiesett       | 18.           |
| Hszia Van (Xia Wan) Li Ko-liang (Li Geliang) Csang Cseng-je (Zhang Chengye) Csang Csing (Zhang Qing) | 4 × 10 km váltó |           |           |             |             |          |          |         |         | 1:50:40,5     | 15.           |

Női
| Versenyző                                                                                             | Versenyszám    | Selejtező | Selejtező | Negyeddöntő | Negyeddöntő | Elődöntő | Elődöntő | B döntő | B döntő | Döntő         | Döntő         |
| Versenyző                                                                                             | Versenyszám    | Idő       | Hely.     | Idő         | Hely.       | Idő      | Hely.    | Idő     | Hely.   | Idő           | Helyezés      |
| --- | -------------- | --------- | --------- | ----------- | ----------- | -------- | -------- | ------- | ------- | ------------- | ------------- |
| Huo Li                                                                                                | 10 km          |           |           |             |             |          |          |         |         | 31:58,7       | 55.           |
| Huo Li                                                                                                | 30 km          |           |           |             |             |          |          |         |         | 1:32:28,8     | 46.           |
| Csia Jü-ping (Jia Yuping)                                                                             | Sprint         | 2:30,03   | 61.       | kiesett     | kiesett     | kiesett  | kiesett  | kiesett | kiesett | kiesett       | 61.           |
| Csiang Csun-li (Jiang Chunli)                                                                         | 10 km          |           |           |             |             |          |          |         |         | 32:22,1       | 58.           |
| Li Hung-hszüe (Li Hongxue)                                                                            | 10 km          |           |           |             |             |          |          |         |         | 30:33,9       | 36.           |
| Li Hung-hszüe (Li Hongxue)                                                                            | 15 km          |           |           |             |             |          |          |         |         | 45:56,4       | 27.           |
| Li Hung-hszüe (Li Hongxue)                                                                            | 30 km          |           |           |             |             |          |          |         |         | 1:28:49,8     | 33.           |
| Liu Li-ming (Liu Liming)                                                                              | Sprint         | 2:35,76   | 65.       | kiesett     | kiesett     | kiesett  | kiesett  | kiesett | kiesett | kiesett       | 65.           |
| Liu Jüan-jüan (Liu Yuanyuan)                                                                          | 15 km          |           |           |             |             |          |          |         |         | 46:18,5       | 32.           |
| Liu Jüan-jüan (Liu Yuanyuan)                                                                          | 30 km          |           |           |             |             |          |          |         |         | 1:32:00,9     | 45.           |
| Man Tan-tan (Man Dandan)                                                                              | Sprint         | 2:25,16   | 56.       | kiesett     | kiesett     | kiesett  | kiesett  | kiesett | kiesett | kiesett       | 56.           |
| Man Tan-tan (Man Dandan)                                                                              | 30 km          |           |           |             |             |          |          |         |         | nem ért célba | nem ért célba |
| Szung Po (Song Bo)                                                                                    | Sprint         | 2:27,07   | 57.       | kiesett     | kiesett     | kiesett  | kiesett  | kiesett | kiesett | kiesett       | 57.           |
| Vang Csun-li (Wang Chunli)                                                                            | 10 km          |           |           |             |             |          |          |         |         | 29:34,6       | 18.           |
| Vang Csun-li (Wang Chunli)                                                                            | 15 km          |           |           |             |             |          |          |         |         | 45:09,6       | 21.           |
| Hszü Jing-huj (Xu Yinghui)                                                                            | 15 km          |           |           |             |             |          |          |         |         | 49:47,3       | 58.           |
| Csiang Csun-li (Jiang Chunli) Vang Csun-li (Wang Chunli)                                              | Csapatsprint   | 18:18,4   | 7.        |             |             |          |          |         |         | kiesett       | 13.           |
| Vang Csun-li (Wang Chunli) Li Hung-hszüe (Li Hongxue) Liu Jüan-jüan (Liu Yuanyuan) Szung Po (Song Bo) | 4 × 5 km váltó |           |           |             |             |          |          |         |         | 58:42,5       | 16.           |

## Síugrás
| Versenyző                                                                                               | Versenyszám | Selejtező | Selejtező | 1. ugrás | 1. ugrás | 2. ugrás | 2. ugrás | Összesítés | Összesítés |
| Versenyző                                                                                               | Versenyszám | Pont      | Hely.     | Pont     | Hely.    | Pont     | Hely.    | Pont       | Helyezés   |
| --- | ----------- | --------- | --------- | -------- | -------- | -------- | -------- | ---------- | ---------- |
| Li Jang (Li Yang)                                                                                       | Normálsánc  | 109,0     | 26.*      | 102,5    | 44.*     | kiesett  | kiesett  | kiesett    | kiesett    |
| Li Jang (Li Yang)                                                                                       | Nagysánc    | 64,8      | 40.       | kiesett  | kiesett  | kiesett  | kiesett  | kiesett    | kiesett    |
| Tien Csantung (Tian Zhandong)                                                                           | Normálsánc  | 102,0     | 39.       | kiesett  | kiesett  | kiesett  | kiesett  | kiesett    | kiesett    |
| Tien Csantung (Tian Zhandong)                                                                           | Nagysánc    | 67,4      | 38.       | kiesett  | kiesett  | kiesett  | kiesett  | kiesett    | kiesett    |
| Li Jang (Li Yang) Tien Csantung (Tian Zhandong) Vang Csien-hszün (Wang Jianxun) Jang Kuang (Yang Guang) | Csapat      |           |           | 206,1    | 16.      | kiesett  | kiesett  | kiesett    | kiesett    |

* - egy másik versenyzővel azonos eredményt ért el

## Snowboard
Halfpipe
| Versenyző                   | Versenyszám | 1. selejtező | 1. selejtező | 2. selejtező | 2. selejtező | Döntő      | Döntő      | Döntő   | Helyezés |
| Versenyző                   | Versenyszám | Pont         | Hely.        | Pont         | Hely.        | 1. forduló | 2. forduló | Hely.   | Helyezés |
| --------------------------- | ----------- | ------------ | ------------ | ------------ | ------------ | ---------- | ---------- | ------- | -------- |
| Pan Lej (Pan Lei)           | Női         | 15,6         | 25.          | 16,0         | 22.          | kiesett    | kiesett    | kiesett | 28.      |
| Szun Cse-fang (Sun Zhifang) | Női         | 11,3         | 28.          | 10,2         | 25.          | kiesett    | kiesett    | kiesett | 31.      |